# Fi1 Pavonis

Mapa de la constelación de Pavo y de sus principales estrellas, junto a las constelaciones adyacentes

Fi1 Pavonis o Phi1 Pavonis (φ1 Pav / HD 195627 / HR 7848) es una estrella en la constelación de Pavo de magnitud aparente +4,76.
Situada a 91 años luz del sistema solar, su máximo acercamiento —72 años luz— tendrá lugar dentro de 499 000 años, cuando su brillo alcanzará magnitud +4,25.
Es miembro de la asociación estelar de Tucana-Horologium.
Fi1 Pavonis es una estrella blanco-amarilla de la secuencia principal de tipo espectral F0V de características semejantes a las componentes de Porrima (γ Virginis).
Tiene una temperatura de 7000 K y es unas 8 veces más luminosa que el Sol.
Su masa es un 50% mayor que la masa solar y tiene una edad estimada de 200 millones de años.
Gira sobre sí misma mucho más deprisa que el Sol, con una velocidad de rotación ecuatorial de al menos 122 km/s.
Su metalicidad —abundancia de elementos más pesados que el helio— es inferior a la del Sol, aproximadamente un 76% de la de este.
Un exceso en la radiación infrarroja a 70 μm indica la presencia de un disco de polvo alrededor de Fi1 Pavonis. Modelos teóricos predicen una masa aproximada del disco de polvo en torno a 5 veces la masa de la Luna, estando situado entre 250 y 400 UA de la estrella.